# 王潮墓
王潮墓位于中国福建省泉州市惠安县螺阳镇盘龙村，为一个省级文物保护单位，类型为古墓葬，为第四批福建省文物保护单位，公布时间为1996年9月2日。
王潮墓的历史年代为唐。